# Henri Parmentier
Henri Parmentier (1871 - 22 tháng 2 năm 1949) là một nhà khảo cổ học người Pháp, chuyên gia nghiên cứu về văn hóa Chăm Pa cổ xưa. Ông góp phần quan trọng trong việc thu thập, bảo tồn những hiện vật thuộc nền văn hóa người Chăm tại Mỹ Sơn và phục hồi các di tích Angkor ở Cao Miên.

## Hoạt động ở Pháp
Ông sinh năm 1871 tại Paris, Pháp và tốt nghiệp môn kiến trúc tại École des beaux-arts de Paris (Trường mỹ thuật Paris) ở Paris.
Công việc đầu tiên của ông trong khảo cổ là nghiên cứu tầm quan trọng của các đền thờ Baal-Hammon (thần Saturn của người La Mã) tại Dougga, Tunisia.

## Sang Đông Dương

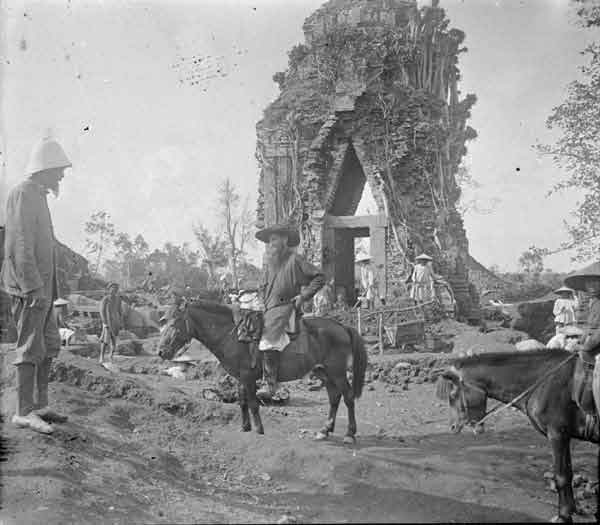
Henri Parmentier (trái) và nhà chụp ảnh Charles Carpeaux (phải) năm 1902 trong lúc khai quật Tháp Đồng Dương

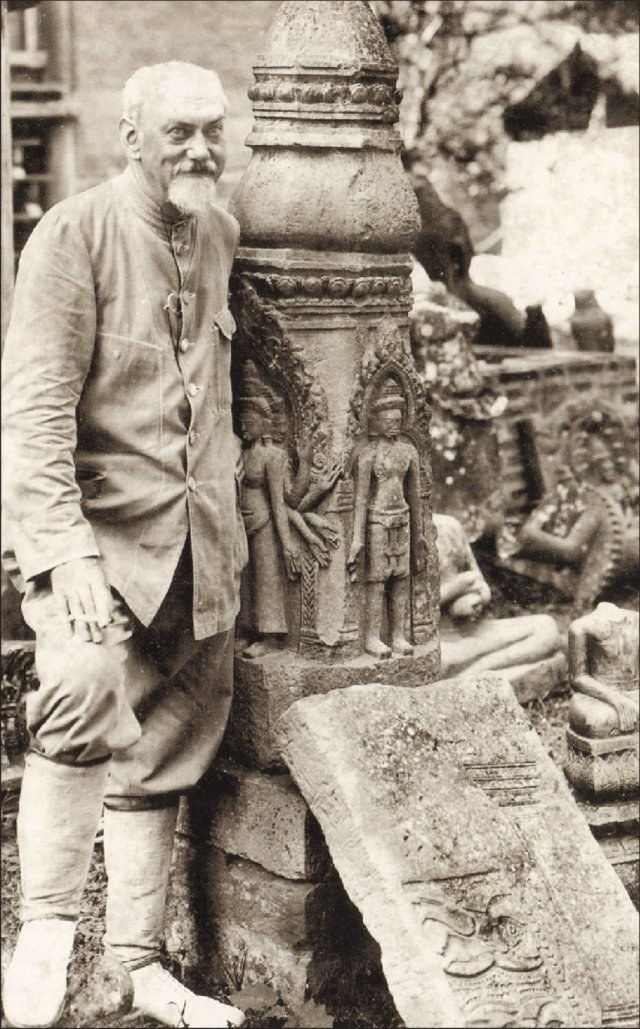
Henri Parmentier ở Angkor, năm 1930

Tháng 11 năm 1900 ông sang Đông Pháp rồi gia nhập Viện Viễn Đông Bác Cổ (ÉFEO), chuyên nghiên cứu và phục hồi các di tích Chăm Pa tại Đông Dương. Ông tham gia vào các cuộc khảo cổ tại Mỹ Sơn (1901-1904), Đồng Dương, Chánh Lô (1905), và Banteay Srey (1906). Năm 1904, những tài liệu cơ bản nhất về Mỹ Sơn đã được ông và Louis Finot (1864-1935, Giám đốc đầu tiên của Viện Viễn Đông Bác Cổ) công bố. Qua công trình nghiên cứu của ông, ta biết vào đầu thế kỷ 20, Mỹ Sơn có 68 công trình kiến trúc mà Parmentier chia thành các nhóm từ A, A' đến N.
Parmentier cũng là người đảm nhiệm việc khôi phục lại các đền thờ Po Nagar (Tháp Bà) và Po Klaung Garai tại Nha Trang từ năm 1905 tới năm 1908.
Trong khoản thời gian này, ông chuẩn bị cho các chương trình bảo tồn Angkor Wat và phục chế các bộ sưu tập cổ vật tại bảo tàng của Viện Viễn Đông Bác Cổ tại Hà Nội (nay là Viện Bảo tàng Lịch sử Việt Nam). Ông cũng góp phần xây dựng Viện bảo tàng của Viện tại Đà Nẵng, (nay là Viện Bảo tàng Nghệ thuật điêu khắc Chăm Đà Nẵng).
Cho đến khi mất, Parmentier dành nhiều thì giờ chú tâm đến ngành khảo cổ, thu thập các tài liệu viết tay, bảo tồn các công trình nghiên cứu, và phục hồi các di tích Angkor.
Ông qua đời ngày 22 tháng 2 năm 1949 tại Phnom Penh.

## Các tác phẩm nghiên cứu
- 1902 - Le sanctuaire de Po Nagar à Nhatrang (đền Po Nagar ở Nha Trang), BEFEO 2, tr. 17-54.
- 1905 - Le trésor des rois cams (Kho báu của các vua Chăm), BEFEO 5, tr. 1-46.
- 1907 - L'architecture interprétée dans les bas-reliefs anciens de Java (Kiến trúc, được diễn giải trong các hình chạm nổi thấp của Java cổ đại), BEFEO 7, tr. 1-60.
- 1919 - L'art d'Indravarman (Nghệ thuật thời vua Indravarman I)[2], BEFEO 19/1, tr. 1-91.
- 1923/1936 - Notes d'archéologie indochinoise  (Các ghi chú về khảo cổ Đông Dương), 10 ghi chú trong BEFEO 23, 24, 27, 32 và 36.
- 1927 - L'Art khmèr primitif (Nghệ thuật Khmer nguyên thủy), 2 tập, Paris, EFEO (PEFEO, 21-22), 370 trang, 100 pl, ["Complément", BEFEO 35 /1-2, 1935, tr. 1-116.].
- 1935 - La construction dans l'architecture khmère classique (Xây dựng trong kiến trúc Khmer cổ điển), BEFEO 35, tr. 243-312.
- 1937 - Esquisse d'une étude de l'art laotien (Phác thảo của một nghiên cứu về nghệ thuật Lào), Bulletin des Amis du Laos (Hà Nội) 1, tr. 126-160.
- 1939 - L'Art khmèr classique. Monuments du quadrant Nord-Est (Nghệ thuật Khmer cổ điển. Các công trình nghệ thuật ở khu vực đông bắc), Paris, EFEO, 362 trang, 73 pl.
- 1948 - L'Art architectural hindou dans l'Inde et en Extrême-Orient (Nghệ thuật trong kiến trúc Ấn Độ giáo ở Ấn Độ và Viễn Đông), Paris, 251 trang, 94 ill..